# Ausbildungsskala
| Ausbildungsskala der FN                                                       |
| ----------------------------------------------------------------------------- |
| - Takt - Losgelassenheit - Anlehnung - Schwung - Geraderichtung - Versammlung |
| Gleichgewicht Durchlässigkeit                                                 |

Ausbildungsskala oder Skala der Ausbildung bezeichnet beim Reiten eine Übersicht wichtiger Punkte, die bei der Ausbildung des Pferdes zu beachten sind. Festgelegt wird die Ausbildungsskala durch die Deutsche Reiterliche Vereinigung (FN) im Band 1 des Buches Richtlinien für Reiten und Fahren.

## Punkte der Ausbildungsskala
- Takt
- Losgelassenheit
- Anlehnung
- Schwung
- Geraderichten
- Versammlung

Das übergeordnete Ziel der Ausbildungsskala und damit der Ausbildung ist ein durchlässiges Pferd, also ein Pferd, das in körperlicher und psychischer Hinsicht zu einem angenehmen, gehorsamen und vielfältig ausgebildeten Reitpferd ausgebildet wurde. Ausbilden ist kein Abrichten oder Dressieren, sondern eine systematische Gymnastizierung. Ein Pferd ist durchlässig, wenn es die Hilfen des Reiters zwanglos und gehorsam annimmt.
Basis der Skala ist die Zwanglosigkeit – die physische und psychische Entspannung –, die in jedem Stand der Ausbildung erhalten bleiben muss, um die volle Leistungsbereitschaft und Leistungsfähigkeit des Pferdes zu erhalten. Ein Verlust der Zwanglosigkeit hat meist auch einen Verlust des Taktes, immer den Verlust der Losgelassenheit zur Folge.
Die Skala ist weniger eine fest abgegrenzte chronologische Folge, sondern als Ineinandergreifen der Ausbildungschritte zu sehen. Zur Reihenfolge der einzelnen Schritte gibt es erhebliche Diskussionen. So entwickelt die iberische Reitschule den Schwung aus der Versammlung (zur logischen Herleitung vgl. z. B. Peter Spohr: Die Logik in der Reitkunst), während z. B. Reiner Klimke und andere die Losgelassenheit als grundlegend für den Takt ansehen.
In der überarbeiteten Version der Richtlinien für Reiten und Fahren, Band 1 im Jahr 2012 wurde die Ausbildungsskala um den Punkt Gleichgewicht erweitert.

## Geschichte der Ausbildungsskala
Die Skala der Ausbildung entwickelte sich aus der für die Kavallerie gültigen Heeresdienstverordnung (HDV) 1912 in der Ausgabe von 1937. Dort sind Ziele und Grundsätze der Dressur genannt, gekoppelt an einen detaillierten Ausbildungsplan, der z. B. acht Wochen lang ein Reiten ohne Zügel vorsah. In der HDV waren die Ausbildungsstufen folgendermaßen definiert:
- Gewöhnung an das Reitergewicht
- Takt, Losgelassenheit
- Entwicklung der Schubkraft und des Ganges. Anlehnung
- Geraderichten
- Durchlässigkeit, Beizäumung
- Entwicklung der Tragkraft. Versammlung
- Entstehung der Aufrichtung
- Gebrauchshaltung (Sie bildet die Regel)
- Dressurhaltung (darf ... nur kurze Zeit gefordert werden)

Der Vorläufer der heutigen Skala der Ausbildung findet sich dann bei Siegfried von Haugk: "Die Ausbildung der Rekruten im Reiten" (Mittler und Sohn, 1940). Haugk definiert die Reihenfolge, hier Ziele der Dressur genannt, im Anhang für Reitlehrer S. 104ff. entsprechend der heutigen Ausbildungsskala.
Ohne Berücksichtigung des Ausbildungsplans der HDV 12/37, insbesondere der darin enthaltenen Tabus, ist die Skala der Ausbildung relativ weit interpretierbar. Dieselbe wird daher, oftmals unberechtigt, als Begründung für individuelle dressursportliche Variationen des in der HDV vorgesehenen Ausbildungsgangs herangezogen. Es ist korrekterweise nicht möglich, im System der absoluten Beizäumung am Zügel der HDV 12/12 zu reiten, diese Form der Reiterei aber dann mit der aus der HDV 12/37 entnommenen Skala der Ausbildung („Ziele der Dressur“) zu begründen.
Der Begriff „Skala der Ausbildung“ wurde erst in den 1950er Jahren geprägt.

## Westernreiten
Die EWU (Erste Westernreiter Union Deutschland e. V.) hat für das deutsche Westernreiten eine ähnliche Ausbildungsskala erarbeitet und veröffentlicht.
- Takt
- Losgelassenheit
- Nachgiebigkeit
- Aktivierung der Hinterhand
- Geraderichten
- Absolute Durchlässigkeit

Die teilweisen Unterschiede zur klassischen Skala sind dabei noch umstritten.